# Iskander Madjitov
Iskander Madjitov (* 27. Februar 1989 in Chirchiq, Usbekistan) ist ein deutscher Schauspieler und Model usbekischer Herkunft. Er lebt in Hamburg.

## Leben und Karriere
Madjitov kam im Alter von 15 Jahren nach Deutschland und absolvierte von 2012 bis 2015 die Schule für Schauspiel Hamburg. Nach einigen Kurzfilmen erhielt er für sechs Folgen die Nebenrolle des Milo Turajew in der Daily Soap Gute Zeiten, schlechte Zeiten. 2018 spielte er für neun Folgen bei Sturm der Liebe mit. 2020 spielte er in der US-Miniserie Das Damengambit für drei Folgen.

## Filmografie (Auswahl)
- 2014: Red Dogz (Kurzfilm)
- 2014: Das Tor zur Welt (Kurzfilm)
- 2015: Samira (Kurzfilm)
- 2015: Couchsurfers (Kurzfilm)
- 2015: Scheiss auf Mathias (Kurzfilm)
- 2016: Die Tendenzen in mir (Kurzfilm)
- 2016: Aloha (Kurzfilm)
- 2016: Psycho (Kurzfilm)
- 2016: Sibel & Max (Fernsehserie, eine Folge)
- 2016: Getäuscht (Kurzfilm)
- 2016: Gute Zeiten, schlechte Zeiten (Fernsehserie, sechs Folgen)
- 2018: Sturm der Liebe (Fernsehserie, neun Folgen)
- 2018: Bella Block: Am Abgrund
- 2020: Großstadtrevier (Fernsehserie, eine Folge)
- 2020: Das Damengambit (The Queen’s Gambit, Miniserie, 3 Folgen)
- 2021: Ella Schön: Land unter (Fernsehreihe)
- 2021: Für Jojo (Netflix)
- 2022: Nord Nord Mord – Sievers und der Traum vom Fliegen (Fernsehreihe)
- 2022: Zwei Seiten des Abgrunds (RTL, HBO)
- 2023: SOKO Hamburg (Fernsehserie, Folge Von Töchtern und Söhnen)
- 2023: Großstadtrevier (Fernsehserie, eine Folge)
- 2023: Helen Dorn – Mordsee (Fernsehreihe)